# Zeev Sevik Perl
Zeev Sevik Perl (født 10. februar 1959) er en dansk skuespiller.
Perl er autodidakt.

## Filmografi
- Pizza King (1999)
- Mirakel (2000)
- Små ulykker (2002)
- Far til fire - på hjemmebane (2008)

### Tv-serier
- TAXA (1997-1999)
- Toast (1999)
- Rejseholdet (2000-2003)
- Forsvar (2003)
- Ørnen (2004)

## Eksterne links
- Zeev Sevik Perl på Internet Movie Database (engelsk)
- Zeev Sevik Perl på Filmdatabasen
- Zeev Sevik Perl på danskefilm.dk
- Zeev Sevik Perl på danskfilmogtv.dk
- Zeev Sevik Perl på AlloCiné (fransk)